# Membrándesztilláció
A membrándesztilláció a szétválasztási vegyipari műveletek egy olyan tagja, mely homogén folyadékelegyek és oldatok komponenseinek szétválasztására alkalmas. Kombinálja a membránszeparációt és a hagyományos desztillációt, a szétválasztás termodinamikai alapja a szétválasztandó elegy komponenseinek gőz-folyadék egyensúlya.
A leginkább nem illékony komponenseket tartalmazó vizes oldatok esetében (ilyen például a tengervíz is) gyakorlatilag csak az oldószer, azaz a vízmolekulák párolognak át a membrán pórusain, amely folyamat a kiindulási oldatot nagyobb koncentrációjú állapotba juttatja, míg a másik oldalon desztillált víz jelentkezik, mint termék. Természetesen többféle illékony komponens jelenléte esetén (pl. alkoholok fermentlevekben, vegyipari szennyvizek, stb.) a többkomponensű gőz-folyadék rendszereknél megismert elvek alapján zajlik le a szétválasztás, azaz a jelen lévő komponensek gőznyomásának viszonyai fogják meghatározni a szétválasztás élét. A folyamat során hő-és anyagátviteli jelenségek együttesen zajlanak le.
A membrándesztilláció jellemző alkalmazásai az oldatok koncentrációjának növelése, sótalanítás (ivóvíz előállítása tengervízből), azeotrópos elegyek szétválasztása. Szennyvíztisztítási technológiák fontos eleme is lehet.

## Külső hivatkozások
Soós Ernő Víztechnológiai Kutatóközpont Nagykanizsa